# VV Veendam in het seizoen 1964/65
Het seizoen 1964/1965 was het 11e jaar in het bestaan van de Veendamse betaaldvoetbalclub Veendam. De club kwam uit in de Eerste divisie en eindigde daarin op de 15e plaats, dit hield in dat de club rechtstreeks degradeerde naar de Tweede divisie. Tevens deed de club mee aan het toernooi om de KNVB beker, hierin werd in de derde ronde verloren van Feijenoord (0–4).

## Wedstrijdstatistieken

### Eerste divisie
|       | Alkmaar '54 | Blauw-Wit | DHC   | Eindhoven | Elinkwijk | Enschedese Boys | Excelsior | Holland Sport | N.E.C. | RBC   | Velox | Volendam | De Volewijckers | VVV   | Willem II |
| ----- | ----------- | --------- | ----- | --------- | --------- | --------------- | --------- | ------------- | ------ | ----- | ----- | -------- | --------------- | ----- | --------- |
| Thuis | 2 – 0       | 0 – 1     | 1 – 4 | 1 – 1     | 5 – 0     | 3 – 3           | 1 – 0     | 0 – 4         | 1 – 1  | 1 – 4 | 1 – 4 | 1 – 2    | 2 – 2           | 5 – 2 | 1 – 3     |
| Uit   | 4 – 1       | 1 – 0     | 1 – 2 | 2 – 1     | 4 – 1     | 2 – 3           | 1 – 0     | 4 – 1         | 1 – 1  | 1 – 1 | 2 – 2 | 3 – 0    | 2 – 2           | 0 – 2 | 3 – 0     |

### KNVB beker
| 1e ronde                                              | AGOVV                                                      | 2 – 3 (2 – 3) | Veendam                                 |
| 4 oktober 1964 Plaats: Apeldoorn Berg & Bos           | Nico Temming 16' Jan Brouwer 20'                           |               | 22' Jetze Pascal 32', 44' Johan Beuvink |
| 2e ronde                                              | Veendam                                                    | 2 – 1 (1 – 1) | Fortuna                                 |
| 6 december 1964 Plaats: Veendam De Langeleegte        | Jan Blijham 41' Gerrit Uittenbosch 62'                     |               | 38' Lajos Tamás                         |
| 3e ronde                                              | Feijenoord                                                 | 4 – 0 (2 – 0) | Veendam                                 |
| 28 februari 1965 Plaats: Rotterdam Stadion Feijenoord | Gerard Bergholtz 17', 59' Hans Venneker 37' Henk Groot 60' |               |                                         |

## Statistieken Veendam 1964/1965

### Eindstand Veendam in de Nederlandse Eerste divisie 1964 / 1965
| Stand | Gespeeld | Gewonnen | Gelijk | Verloren | Punten | Doelpunten voor | Doelpunten tegen |
| ----- | -------- | -------- | ------ | -------- | ------ | --------------- | ---------------- |
| 15e   | 30       | 7        | 8      | 15       | 22     | 42              | 62               |

### Topscorers
| #              | Naam                           | Goal |
| -------------- | ------------------------------ | ---- |
| 1.             | Bé Kuiper                      | 6    |
| 2.             | Jan Boelens                    | 5    |
| 2.             | Piet van Dam                   | 5    |
| 2.             | Henk Nienhuis                  | 5    |
| 2.             | Jetze Pascal                   | 5    |
| 6.             | Jan Blijham                    | 4    |
| 6.             | Harry Jager                    | 4    |
| 8.             | Johan Beuvink                  | 2    |
| 8.             | Gerrit Uittenbosch             | 2    |
| 10.            | Hemmo Kerkhof                  | 1    |
| 10.            | Fenno Löhr                     | 1    |
| 10.            | Hans Sigmond                   | 1    |
| Eigen doelpunt |                                |      |
| –              | Henk Looijen (De Volewijckers) | 1    |
| Totaal         | Totaal                         | 42   |

| #      | Naam               | Goal |
| ------ | ------------------ | ---- |
| 1.     | Johan Beuvink      | 2    |
| 2.     | Jan Blijham        | 1    |
| 2.     | Jetze Pascal       | 1    |
| 2.     | Gerrit Uittenbosch | 1    |
| Totaal | Totaal             | 5    |

## Voetnoten
Alkmaar '54 ·
Blauw-Wit ·
DHC ·
Elinkwijk ·
Enschedese Boys ·
Eindhoven ·
Excelsior ·
Holland Sport ·
N.E.C. ·
RBC ·
Veendam ·
Velox ·
Volendam ·
De Volewijckers ·
VVV ·
Willem II